# Richard Morales
Richard Javier Morales Aguirre (* 21. Februar 1975 in Las Piedras), Spitzname El Chengue, ist ein ehemaliger uruguayischer Fußballspieler. Er spielte auf der Position des Stürmers.

## Karriere
Der je nach Quellenlage 1,95 Meter, 1,96 Meter oder 1,98 Meter große, Chengue genannte Morales ist das fünftgeborene Kind des in einem Sägewerk beschäftigten Zimmermanns Conrado und dessen Frau Gladys. Er hat zwei Brüder und drei Schwestern. Die finanzielle Situation der Familie bedingte oft, dass den Eltern das Geld fehlte, um dem in seiner Geburtsstadt Las Piedras aufgewachsenen Morales Fußballschuhe kaufen oder die Fahrten finanzieren zu können, die im Zusammenhang mit einer Vereinszugehörigkeit im baby fútbol angefallen wären. Er begann im Alter von sechs Jahren mit dem baby fútbol im Verein La Llama in Las Piedras. Nach eigenen Angaben spielte er dort als zentraler Mittelfeldspieler. Für das letzte Jahr im baby fútbol wechselte er zu Nacional. Da das Fahrgeld aber nicht aufzubringen war, spielte er anschließend wieder in Las Piedras. Nach zwei Jahren Pause schloss er sich Bella Vista an, sobald er alt genug war, um in der Quinta División zu spielen. Bei Bella Vista durchlief er auch die Mannschaften der Cuarta und der Tercera División. Dort bekleidete ebenfalls die Mittelfeldposition, allerdings kam er auch als linker Verteidiger zum Einsatz. Da er jedoch bald darauf wieder nicht in der Lage war, das Fahrticket nach Montevideo zu bezahlen, wechselte er zu dem in der Liga Regional del Sur spielenden Arbeiter-Verein Los Ceibos, der in seinem Barrio ansässig war. Bei Los Ceibos lief er nun als Stürmer auf und kam zudem erstmals in der Ersten Mannschaft zum Zuge. Schließlich führte ihn sein Weg zu Progreso. Bis dahin arbeitete Morales vor Beginn seiner Karriere auf dem Bau, ein Jahr lang in einer Frigorífico und als sogenannter Cuidacoches, eine Art Wachpersonal, auf einem Friedhof. Es folgte eine Station bei Platense in der Divisional C. Zu jener Zeit war er arbeitslos, bei Platense bot man ihm jedoch die Möglichkeit von morgens vier Uhr bis mittags zu arbeiten und abends zu trainieren. Trainer San Pedro vermittelte eine Anstellung im Mercado Modelo. Bei Platense erzielte er eigenen Angaben zufolge zwölf oder 13 Tore für seinen Verein und wurde sodann von Humberto Schiavone entdeckt, der ihn für den Club Atlético Basáñez verpflichtete. Dort stand er nach eigener Aussage ein Jahr, nach anderen Angaben von 1997 bis 1998, im Kader und erzielte 14 Tore. 1999 bis 2002 war sein Arbeitgeber Nacional Montevideo, der in diesem Zeitraum dreimal hintereinander die uruguayische Meisterschaft gewann (2000, 2001 und 2002). Anfang Januar 2003 folgte dann der Wechsel nach Spanien zu CA Osasuna, wo er einen Vertrag bis zum 30. Juni 2007 unterschrieb. Dort spielte er bis Mitte 2005, lief in 50 Ligapartien auf, erzielte dabei elf Treffer und erreichte mit seiner Mannschaft in seiner letzten Spielzeit das Finale der Copa del Rey 2004/05, ehe er sich dem Ligakonkurrenten FC Málaga anschloss. Kurz vor dem vollzogenen Wechsel zum Verein aus Málaga stand für die Unterschrift unter einen Dreijahresvertrag eine Ablösesumme von rund 1,5 Millionen Euro im Raum, wobei sein vorheriger Verein Nacional am Transfererlös beteiligt sein sollte. Bei Málaga stieg er in jener Saison aus der Primera División und blieb anschließend noch eine weitere Spielzeit. Für Málaga bestritt er 39 Ligaspiele und schoss drei Tore. Insgesamt blieb Morales während seiner Zeit in Spanien weit hinter den in ihn gesetzten hohen Erwartungen zurück und konnte nicht überzeugen. Sodann kehrte er nach Montevideo zurück. Dort stand er in der Apertura 2007 wieder im Kader Nacionals, dem er bis in die Apertura 2008 angehörte. In der Spielzeit 2007/08 schoss er bei 25 Ligaeinsätzen acht Tore. Anfang September 2008 verließ er Uruguay auf Leihbasis Richtung Brasilien. Dort nahm er ein Engagement bis Jahresende bei Grêmio Porto Alegre an. Im Folgejahr ist als weitere Karrierestation ab Mitte Februar der ecuadorianische Verein LDU Quito verzeichnet. Trainer und Landsmann Jorge Fossati beabsichtigte, durch Morales Verpflichtung die durch die Verletzung des Chilenen Reinaldo Navia entstandene Lücke zu schließen. Allerdings schloss er sich bereits im Juli 2009 Fénix in seiner Heimat an. Seine Karriere beendete er anschließend noch nicht. Zwar war er vereinslos, kickte aber noch für die Mannschaft der Mutual Uruguaya de Futbolers Profesionales und hoffte zumindest Ende 2010 nach wie vor auf Angebote. Zu jener Zeit eröffnete er auch ein in Las Piedras angesiedeltes Lokal namens Botineras Disco Pub.

## Nationalmannschaft
Für Uruguay absolvierte er von seinem Debüt am 13. Juli 2001 bis zu seinem letzten Einsatz am 16. November 2005 27 Länderspiele, bei denen er insgesamt sechs Mal traf. Er gehörte zum uruguayischen Aufgebot wie bei der Copa América 2001 und 2004. Durch seinen beiden Treffern beim 3:0-Sieg Uruguays im Qualifikationsduell gegen Australien war er maßgeblich an der Qualifikation seines Heimatlandes für die Weltmeisterschaft 2002 beteiligt, an der er ebenfalls teilnahm.

## Erfolge
- 3× Uruguayischer Meister (2000, 2001, 2002)

## Sonstiges
Nachdem er bereits aufgrund von Vorfällen beim Clásico vom 26. November 2000 im Estadio Centenario angeklagt und – neben den Nacional-Spielern Mario Regueiro und Marco Vanzini, den Peñarol-Akteuren Marcelo De Souza, Enrique De los Santos, Federico Elduayen, Martín García, Darío Rodríguez und Fabián Césaro sowie deren Trainer Julio Ribas – zu einer zehntägigen bzw. nach Angaben des Spielers elftägigen (einhergehend mit einer vom Verband verhängten Sperre für fünf Spiele) Gefängnisstrafe verurteilt worden war, fiel er in ähnlicher Sache wenig später erneut auf. Nach einer Schlägerei unter Beteiligung von 14 Personen im Oz Café in Las Piedras, bei der er seinem Kontrahenten das Nasenbein brach, stand er im Jahr 2001 in einem weiteren Prozess im Mittelpunkt. Dort war eine Gefängnisstrafe Gegenstand der Anklage.